# Tivoli (Grenade)
Pour les articles homonymes, voir Tivoli (homonymie).
Tivoli est une commune de la paroisse de Saint Patrick à la Grenade.

## Géographie
La commune accueille sur son territoire la rivière Antoine et le deuxième plus important lac du pays, le lac Antoine, lac volcanique qui est l'un des lieux touristiques les plus importants de l'île.

## Histoire
La commune prend son nom, comme beaucoup d'autres sites dans le monde, de la ville italienne de Tivoli près de Rome.